# Koste Seselwa
Koste Seselwa é o hino nacional das Seicheles.